# Овечкин, Валентин Владимирович
Валентин Владимирович Ове́чкин (9 (22) июня 1904, Таганрог — 27 января 1968, Ташкент) — русский советский прозаик и драматург, журналист. .

## Жизнь и творчество
Родился 9 (22) июня 1904 года в Таганроге в семье банковского служащего. Учился там в школе до 1917 года, работал подмастерьем у сапожника. До 1920 года учился в таганрогском техническом училище, но не окончил его. С 1921 года жил в деревне у родственников, где ему приходилось батрачить и сапожничать.  С 1923 года — преподаватель в школе ликбеза, затем заведующий избой-читальней в селе  Ефремовка Таганрогского района.
В 1924 году вступил в комсомол, избран секретарём комсомольской ячейки. В 1925 году был избран председателем первой в Приазовье сельскохозяйственной коммуны. Член ВКП(б) с 1929 года. С 1931 находился на партийной и профсоюзной работе (от секретаря сельского парткома до заведующего орготделом райкома ВКП(б) и председателя городского профсоюза Кисловодска).
Писать начал с середины 20-х годов XX века. В 1928-1929 годах печатал корреспонденции в газете «Красное знамя». С 1934 года становится профессиональным журналистом — разъездным корреспондентом газет юга европейской части России, в том числе в армавирской городской газете «Трудовой путь» Архивная копия от 14 марта 2022 на Wayback Machine (ныне  «Армавирский собеседник»), работал в редакциях газет «Армавирская коммуна», «Молот», «Колхозная правда» (Ростов-на-Дону) и «Большевик» (Краснодар), писал в основном о проблемах деревни и колхозного строительства. 
Первый рассказ, «Савельев», был опубликован в газете «Беднота» (1929). В 1935 году вышел его первый сборник рассказов. С 1939 года стал публиковаться в московских журналах. 1941 году был принят в СП СССР.
В 1937 был исключен из партии по обвинению в заступничестве за приятеля (снова принят в 1943).
В начале Великой Отечественной войны вступил в казачье ополчение, воевал пехотным офицером, прошёл в боях от Сталинграда до Украины, работал в армейских и фронтовых газетах Крымского фронта и 51-й армии, был агитатором полка. Принимал участие в боях за освобождение Ростовской области, Донбасса и Запорожской области. В октябре 1943 года приказом политуправления РККА был уволен из армии и откомандирован в Киев для работы в газете «Правда Украины», где он в должности писателя-очеркиста трудился до марта 1946 года.
Его фронтовые впечатления отразились в повести «С фронтовым приветом», написанной им в 1945 году. В своих произведениях он, как и многие писатели тех лет, отразил уверенность многих своих современников в том, что война исправит недостатки и изъяны, имевшие место в жизни советской деревни до войны. В своих статьях он критиковал гибельный административно-командный стиль руководства деревней, а также бесхозяйственность и некомпетентность местных властей, этому же было посвящено и его литературное творчество. В 1946, живя в Таганроге, он написал пьесу «Бабье лето» (1947) о послевоенной украинской деревне.
В 1948 году он переселился в город Льгов — районный центр Курской области, где продолжил своё творчество в качестве драматурга, написав ставшую заметной пьесу «Настя Колосова», в которой затронул проблему показных успехов в колхозах и сокрытия просчётов в руководстве ими.
Известным на всю страну он стал после цикла из пяти очерков, опубликованных в 1952—1956 годах в журнале «Новый мир» под общим названием «Районные будни», связанных общностью темы и лиц, выведенных в них: «Районные будни», «На переднем крае», «В том же районе», «Своими руками», «Трудная весна». По сути в его очерках «деловая» проза, факты реальной экономической и социальной жизни людей из глубинки, хотя и с вымышленными персонажами и измененным сюжетом, впервые в советской литературе стали предметом глубокого эстетического переживания и явлением большой литературы. 
Безусловно, это, как и многие другие произведения литературы того времени (так называемая «литература оттепели»), было вызвано коренными сдвигами в общественном сознании, связанными с процессами «десталинизации» страны, так называемой борьбой с «культом личности» Сталина, провозглашённой руководством СССР после XX съезда КПСС. В этих очерках показанное писателем ужасающее положение колхозного крестьянина (неоплачиваемый труд, отсутствие паспортов, а в силу этого фактически крепостная зависимость от местных властей) принимало характер обобщения и масштабной социальной критики всей советской тоталитарной системы.
Однако автор в своих произведениях не был противником советского строя. Он видел главного его врага в отдельных личностях, в тех, кто его извращает, то есть в бюрократах и управленцах – и не только низшего звена. В своих произведениях он вывел такого бюрократа в образе 1-го секретаря райкома КПСС Борзова, что по тем временам было очень смело. Хотя стоит заметить, что в последней части цикла он ставил вопрос и о необходимости системных перемен, по сути о принципиальной демократизации общества как условии его процветания.
За годы литературной жизни писатель приобрёл немало творческих друзей, был близок с Александром Твардовским, поэтом Дмитрием Ковалёвым, писателем Николаем Атаровым.
С 1958 года и до самой смерти входил в состав редколлегии журнала «Новый мир»; немало времени отдавал работе с литераторами.
Осенью 1960 совершил поездку на целину, в Омскую область. Он был потрясен беспорядками, творившимися под прикрытием громкой целинной кампании, бывшей на тот момент основой экономической политики государства. Его резкое выступление на Курской партконференции против волюнтаризма, субъективизма и показухи в работе партийных и советских чиновников вполне естественно вызвало негативную реакцию слушателей — этих же самых партийных чиновников, против которых эта критика и была направлена. В результате неприятностей, последовавших за его выступлением на партконференции, у него случился нервный срыв, и писатель предпринял попытку самоубийства, в результате чего потерял глаз. В 1963 году он переехал на жительство в Ташкент, однако так и не смог вписаться в местную литературную среду.
Впоследствии он хотел из Ташкента вернуться в Россию, но материальные проблемы и перенесенный инфаркт помешали этим планам осуществиться.
Со второго раза совершил самоубийство, выстрелив в себя из ружья 27 января 1968 года. Похоронен в Ташкенте на Коммунистическом кладбище города.
Биография и произведения Овечкина легли в основу пьесы А. М. Буравского «Говори…» (1986).

### Книги
- Колхозные рассказы, 1935
- Рассказы, 1939
- Прасковья Максимовна Бондаренко, 1939
- Степной дорогой и др. рассказы, 1941
- Степной дорогой, 1942
- Прасковья Максимовна, 1941
- С фронтовым приветом, 1946; 1947; 1949; 1972; 1973
- Прасковья Максимовна, 1947
- Гости в Стукачах, 1946; 1947; 1948; 1953; 1972; 1978
- Слепой машинист: Рассказ. Курск, 1949. — 32 с.
- Настя Колосова, 1950; 1951
- Хозяева жизни, 1950
- На переднем крае, 1953; 1954
- В том же районе, 1954
- Очерки о колхозной жизни, 1953, 2-е изд. — 1954
- Районные будни, 1953; 1954; 1955; 1956; 1957; 1980; 1984; 1987
- Трудная весна, 1956; 1957; 1983
- Настя Колосова: Пьеса в 3 д., 4 карт.: Новая ред., 1959
- Навстречу ветру: Пьеса в 3 д., 6 карт., 1959
- Летние дожди: Пьеса в 3 д., 9 карт., 1960
- Упрямый хутор, 1960
- Время пожинать плоды... [Текст] : Пьеса в 3 д., 8 карт., 1961
- Бабье лето, 1961
- Пусть это сбудется. Пьесы, 1962 (Пусть это сбудется; Бабье лето; Настя Колосова; Летние дожди; Время пожинать плоды)
- Рассказ об одной поездке, 1961; 1962
- Дороги, нами разведанные, 1967
- Жизнь продолжается, 1969
- Статьи, дневники, письма, 1972
- Заметки на полях, 1973
- Два костра, 1973
- Заметки на полях, 1973

### Пьесы
- Настя Колосова. Пьеса в 4-х д., 5-ти карт. — М.: Искусство, 1951. — 124 с.
- Секретарь райкома. Пьеса в 4-х д.  — М.: ВУОАП, 1956. (В соавторстве с В. Месхетели) Отпеч. на множ. аппарате.
- Навстречу ветру. Пьеса в 3-х д. 6-ти карт. — М., 1959. — 83 с. Отпеч. на множ. аппарате.

и др.

### Собрание сочинений
- Избранное.  — М.: Гослитиздат, 1955. — 564 с.; портр.
- Избранные произведения: В 2 томах. — М.: Гослитиздат, 1963.
- Избранное. — [Послесл. Г. Владимирова]. — Ташкент: Изд-во "Ташкент", 1965. — 539 с.: ил.
- Собрание сочинений : В 3-х т. — Вступ. ст. Ю. Черниченко, с. 5-32. [Худож. Р. Вейлерт]. — М.: Художественная литература, 1989.
  - Т. 1: Рассказы и очерки; С фронтовым приветом: Повесть. / [Сост. и подгот. текста М. Колосова, В. Овечкина]. — М: Художественная литература, 1989. — 464 с., портр.; 100 000 экз. — ISBN 5-280-00795-1
  - Т. 2: Районные будни; Пьесы. / [Сост. и подгот. текста М. Колосова, В. Овечкина]. — М: Художественная литература, 1989. — 559 с.; 100 000 экз. — ISBN 5-280-00797-8
  - Т. 3: Статьи. Выступления. Дневники. Письма. — М.: Советский писатель, 1990. — 360 с.; 100 000 экз. — ISBN 5-265-01657-0

## Награды
- два ордена Трудового Красного Знамени (1954, 28.8.1964[9])
- четыре медали

## Память
- Улица Овечкина в Курске[10]
- Мемориальная доска на доме № 86 по ул. Дзержинского в Курске[11]
- С 1972 года ежегодно в Курске проводится журналистский конкурс имени В. Овечкина[12]. В Курске и Льгове проходят литературные чтения[13].